# 옹기장이
옹기장이 선교단은 대한민국의 음악 그룹이다. 1987년 정규 앨범 《영원히 찬양드리세》로 데뷔했다.

## 방송
- 제8회 극동방송 복음성가경연대회 (1989) - 은상, 특별상

## 피처링
- 자크케이 <We Pray> (2020)